# Listă de scriitori danezi

## A
- Christen Aagaard (1616–1664)
- Niels Aagaard (1612–1657)
- Kim Fupz Aakeson (n. 1958)
- Jeppe Aakjær (1866–1930)
- Emil Aarestrup (1800–1856)
- Peter Adolphsen (n. 1972)
- Naja Marie Aidt (n. 1963)
- Hans Christian Andersen (1805–1875)
- Vita Andersen (n. 1944)
- Martin Andersen Nexø (1869–1954)
- Anders Christensen Arrebo (1587–1637)

## B
- Carl Bagger (1807–1846)
- Jens Immanuel Baggesen (1764–1826)
- Solvej Balle (n. 1962)
- Herman Bang (1857–1912)
- Frederik Barfod (1811–1896)
- Vilhelm Bergsøe (1835–1911)
- Charlotta Dorothea Biehl (1731–1788)
- Steen Steensen Blicher (1782–1848)
- Karen Blixen (Tania Blixen) (1885–1962)
- Svend Borberg (1888-1947)
- Anders Christensen Bording (1617–1677)
- Kaspar Johannes Boye (1791–1853)
- Tycho Brahe (1546–1601)
- Jørgen Gustava Brandt (1929 – 2006)
- Georg Brandes (1842–1927)
- Hans Adolph Brorson (1694–1764)
- Suzanne Brøgger (n. 1944)
- Ludvig Bødtcher (1793–1874)
- Cecil Bødker (n. 1927)

## C
- Poul Chievitz
- Inger Christensen (1935–2009)
- Sophus Claussen (1865–1931)

## D
- Ernesto Dalgas
- Tove Ditlevsen (1917–1976)
- Holger Drachmann (1846–1908)

## E
- Jakob Ejersbo (1968–2008)

## F
- Christian Falster
- Mathilde Fibiger

## G
- Karl Gjellerup
- Meir Aron Goldschmidt
- Thomasine Gyllembourg
- Nikolai Frederik Severin Grundtvig

## H
- Bent Haller
- Kirsten Hammann
- Sven Hassel
- Carsten Hauch
- Johan Ludvig Heiberg
- Johanne Luise Heiberg
- Peter Andreas Heiberg (1758–1841)
- Piet Hein (Wissenschaftler)
- Poul Helgesen
- Helle Helle (n. 1965)
- Henrik Hertz
- Christina Hesselholdt
- Leif Hjernøe
- Ludvig Holberg
- Jens Christian Hostrup
- Peer Hultberg (1935–2007)
- Peter Høeg
- Per Højholt

## I
- Bernhard Severin Ingemann (1789–1862)

## J
- Jens Peter Jacobsen (1847–1885)
- Johannes Vilhelm Jensen (1873–1950)
- Karin Johannsen-Bojsen (n. 1936)
- Erna Juel-Hansen
- Dennis Jürgensen
- Thøger Jensen (n. 1960)

## K
- Søren Kierkegaard (1813–1855)
- Lene Kaaberbøl
- Hans Vilhelm Kaalund (1818–1885)
- Harald Kidde
- Laura Kieler
- Thomas Kingo
- Ole Lund Kirkegaard
- Troels Kløvedal (n. 1943)
- Jakob Knudsen

## L
- Tomas Lagermand Lundme
- Kurt Peter Larsen (n. 1953)
- Thøger Larsen
- Ole Henrik Laub
- Vagn Lundbye
- Claus Christoffersen Lyschander

## M
- Aage Madelung (1872–1949)
- Svend Åge Madsen
- Conrad Malte-Brun (1775–1826)
- Ib Michael (n. 1945)
- Karin Michaelis (1872–1950)
- Poul Martin Møller

## N
- Peter Nansen

## O
- Adam Oehlenschläger (1779–1850)

## P
- Peter Palladius
- Jacob Paludan (1896–1975)
- Frederik Paludan-Müller
- Leif Panduro (1923–1977)
- Christiern Pedersen (ca. 1480–1554)
- Carl Ploug
- Henrik Pontoppidan (1857–1943)
- Merete Pryds Helle

## R
- Knud Lyne Rahbek (1760–1830)
- Morten Ramsland (n. 1971)
- Adda Ravnkilde (1862–1883)
- Bjarne Reuter (n. 1950)
- Christian Richardt (1831–1892)
- Jørn Riel (n. 1931)
- Klaus Rifbjerg (n. 1931)
- Tyge Rothe (n. 1777)

## S
- Ole Johan Samsøe (1759–1796)
- Schack von Staffeldt
- Sophus Schandorph
- Peter Seeberg
- Frederik Christian Sibbern (1785–1872)
- Amalie Skram (1846–1905)
- Erik Skram
- Henrich  Steffens
- Hans Christensen Sthen
- Ambrosius Stub (1705–1758)
- Viggo Stuckenberg
- Morten Sondergaard
- Villy Sørensen

## T
- Hans Thomissøn
- Mette Thomsen
- Kirsten Thorup
- Vilhelm Topsøe
- Dea Trier Mørch
- Pia Tafdrup

## U
- Leonora Christina Ulfeldt (1621–1698)

## W
- Johan Herman  Wessel
- Gustav Wied
- Dorrit Willumsen
- Christian Winther
- Jacob Worm